# Півероне
Півероне (італ. Piverone, п'єм. Pivron) — муніципалітет в Італії, у регіоні П'ємонт,  метрополійне місто Турин.
Півероне розташоване на відстані близько 540 км на північний захід від Рима, 50 км на північний схід від Турина.
Населення — 1410 осіб (2014).

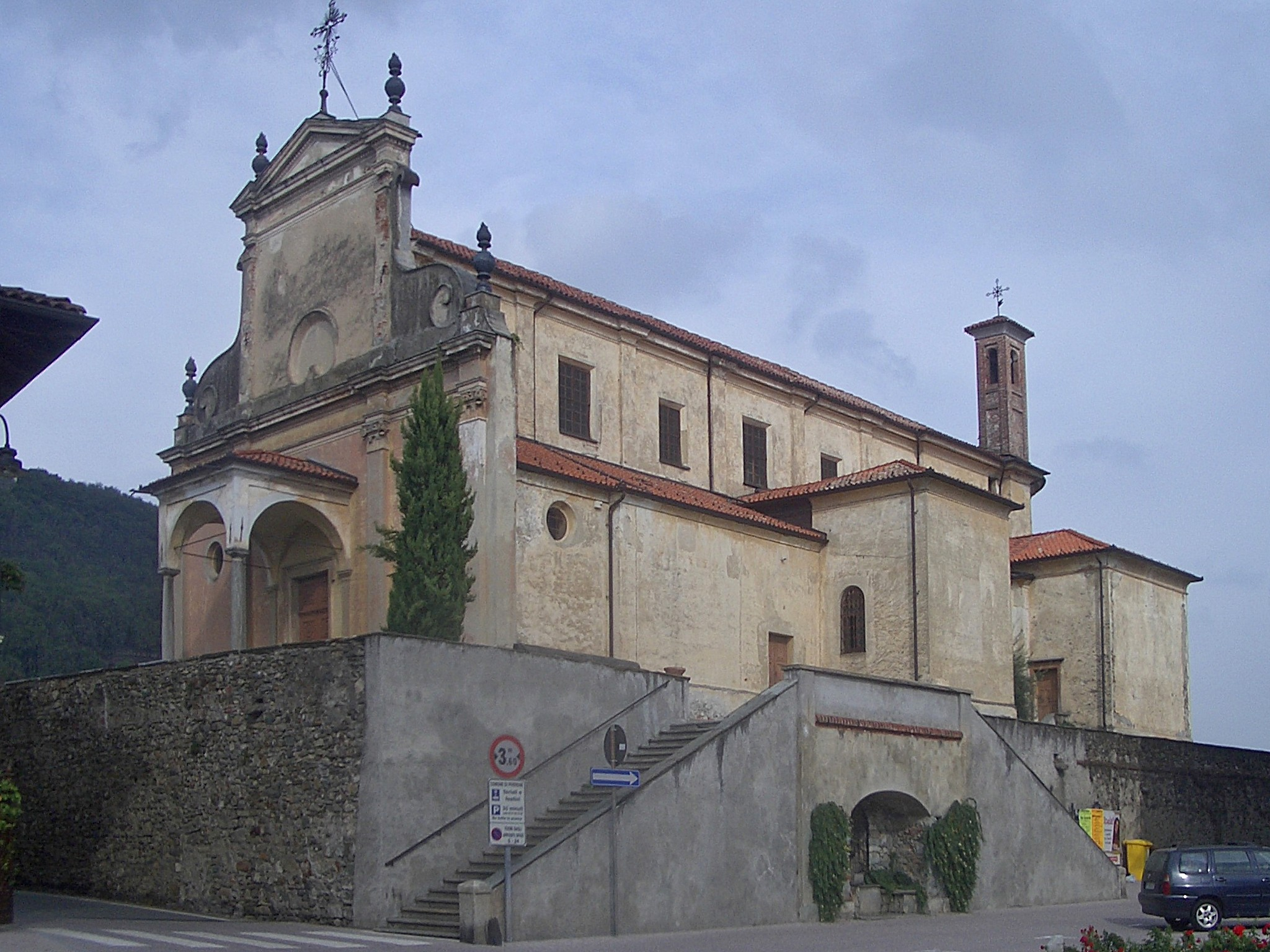

Щорічний фестиваль відбувається 10 серпня. Покровитель — Святий Лаврентій.

## Демографія
Населення за роками:

Станом на 1 січня 2023 року в муніципалітеті офіційно проживало 46 іноземців з 14 країн, серед них 28 громадян країн Євросоюзу.

## Сусідні муніципалітети
- Альб'яно-д'Івреа
- Ацельйо
- Маньяно
- Палаццо-Канавезе
- Вівероне
- Цимоне